# Salem Maritime National Historic Site
Die Salem Maritime National Historic Site ist ein vom National Park Service verwaltetes Gebiet in Salem im Bundesstaat Massachusetts.

## Lage
Neben einem in der Innenstadt von Salem befindlichen Besucherzentrum besteht das Schutzgebiet aus 12 Bauwerken, die sich auf einer Fläche von etwa 9 Acre (36.400 m²) entlang des historischen Hafens am Salem Harbor verteilen.
Koordinaten: 42° 31′ 14″ N, 70° 53′ 55″ W

## Geschichte
Bereits 1938 wurde das Gebiet unter Schutz gestellt, um seine herausragende Bedeutung für die Entwicklung von Schifffahrt und Handel für die gesamten Vereinigten Staaten von Amerika zu verdeutlichen. Grund hierfür war neben der Bedeutung Salems als ehemals sechstgrößter Hafen des Landes auch der gute Erhaltungszustand der historischen Anlagen.

## Bauwerke
Die Hafenanlagen und einige der in ihrer direkten Umgebung liegenden Gebäude sind öffentlich zugänglich.

### Kaianlagen
Die Hafenfront Salems zierten einstmals mehr als 50 Kaianlagen unterschiedlicher Größe, in der Salem Maritime National Historic Site sind drei davon bewahrt. Im Rahmen archäologischer Untersuchungen fand man heraus, dass die meisten Anlagen durch das Versenken von Holz im Hafenschlick entstanden. Auf diese Konstruktionen wurden zum Zweck der Befestigung später Steine und Erde aufgebracht.

#### Derby Wharf
Die 1762 im Auftrag des Kaufmanns Richard Derby Sr. errichtete Derby Wharf ist das beste Beispiel eines Kais des 18. und 19. Jahrhunderts; der Bau erfolgte in drei Abschnitten, nach einer 1783 erfolgten Verlängerung wurde 1806 die noch heute sichtbare Ausdehnung von fast einer halben Meile (etwa 0,8 Kilometer) Länge erreicht. Der Kai wurde durch das Verfüllen zuvor errichteter Steinmauern aufgeschüttet. Von den einstmals auf der Hafenanlage befindlichen 14 Lagerhäusern ist keines erhalten.

#### Derby Wharf Light Station
Der am Ende des Kais befindliche Leuchtturm wurde 1871 errichtet. Gemeinsam mit den Leuchttürmen von Pickering Point auf Winter Island und Hospital Point in Beverly war er dazu bestimmt, den Zugang zum sicheren Hafen von Salem zu weisen. Das 12 Feet (3,66 Meter) im Quadrat messende und einschließlich der Laterne 20 Feet (6,10 Meter) hohe Gebäude besitzt eine ursprünglich mittels Walöl betriebene 17-zöllige (43,2 Zentimeter) Fresnel-Linse sechster Ordnung. Das heute mit Hilfe von Solarenergie betriebene Seezeichen sendet aller 6 Sekunden einen roten Lichtstrahl aus.

#### Hatch's Wharf
Diese Anlage ist die kürzeste der noch erhaltenen, sie wurde erst 1819 in ihrer heutigen Form errichtet, wobei sie einen wesentlich schmaleren Vorgängerbau aus dem Jahr 1805 ergänzte.

#### Central Wharf
Die 1791 von Simon Forrester errichtete Kaianlage wurde 1805 erweitert, auf ihr befinden sich noch heute zwei Lagerhäuser, die einen Einblick in die Bauweise dieser oftmals bis zu drei Stockwerke hohen Gebäude geben; auch die Fundamente des Forrester Warehouse an der Derby Street nahe Hatch's Wharf sind noch erkennbar. Das heute als Orientation Center dienende Gebäude wurde um 1770 errichtet und ist ein gutes Beispiel für ein solches Lagerhaus.

### Gebäude
Das Gelände des historischen Hafens von Salem stellt auch verschiedenen Zwecken dienende und in verschiedenen Perioden errichtete Häuser unter Schutz.

#### Custom House

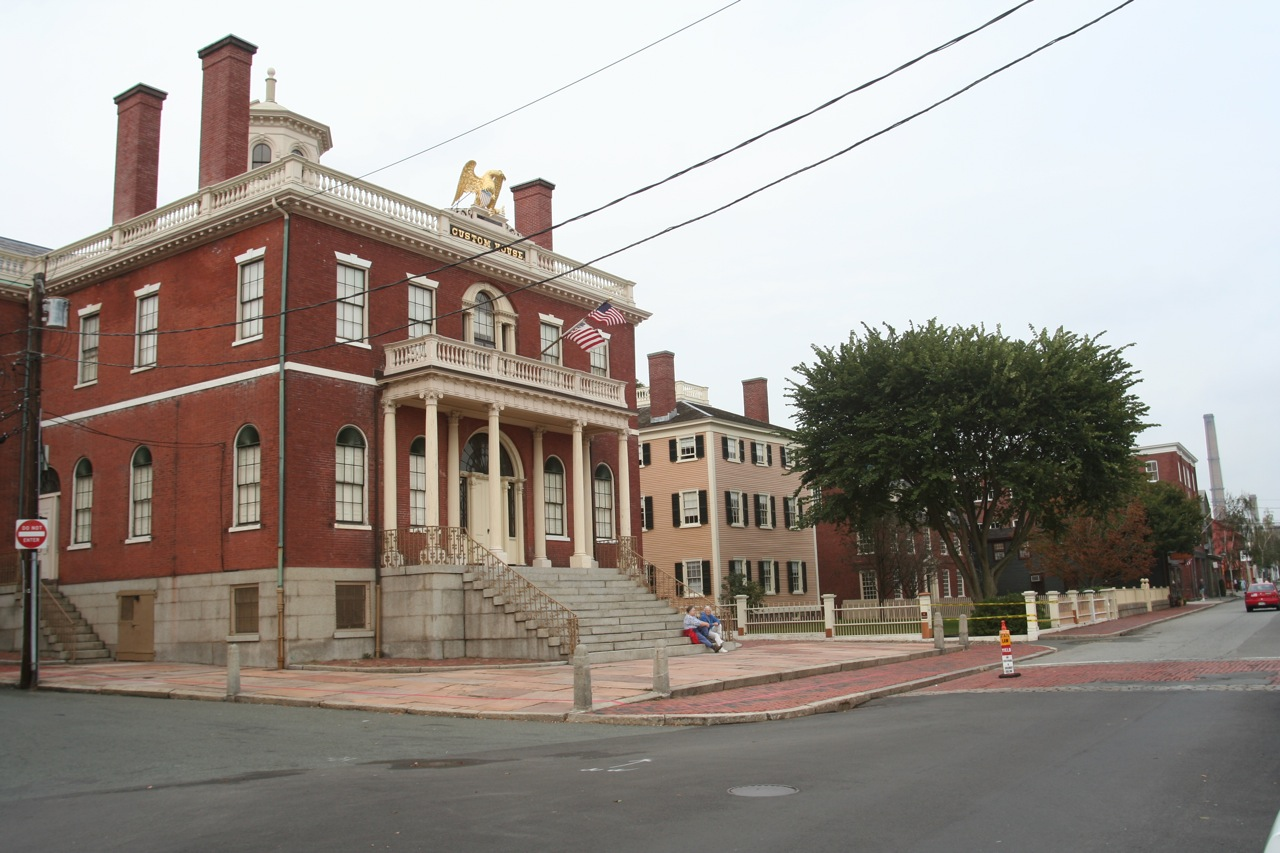
Custom House an der Derby Street

Bereits 1649 wurde in Salem ein Zollhaus errichtet, um für die englische Kolonialverwaltung Zölle auf importierte Güter zu erheben und zu verwalten. Bis der heute noch erhaltene Bau errichtet wurde, waren 12 Vorgängergebäude notwendig. Der U.S. Customs Service übernahm 1789 die Steuerverwaltung von den Engländern.
Das heutige Gebäude wurde 1819 errichtet und beherbergte neben den Büros der Zollverwaltung auch Lagerräume in einem angeschlossenen Lagerhaus. Diese dienten der Aufnahme von beschlagnahmten oder unter Zollverschluss stehenden Gütern. Als Symbol der Macht der Bundesverwaltung vor Ort war den Architekten die Errichtung eines repräsentativen Gebäudes vorgegeben; hohe Decken, ein ausladendes Treppenhaus und großflächige Schnitzarbeiten leisteten einen Beitrag zu einem Ausdruck der Stärke und des Gleichgewichts.
Im Jahr 1826 wurde am Dach ein hölzerner Adler angebracht, den der lokale Künstler Joseph True für 50,00 US-Dollar anfertigte; 2004 musste dieser durch eine Replik aus Kunststoff ersetzt werden; das Original wird seit 2007 in der Ausstellung gezeigt.
Die Ausstellung im Zollhaus zeigt Werkzeuge der Zollverwaltung, Beispiele der Arbeit von Zollinspektoren und das Büro von Nathaniel Hawthorne, der hier 1846 bis 1848 als Verwaltungsbeamter arbeitete und die hier gewonnenen Erfahrungen in seinem Roman The Scarlet Letter  (deutsch Der scharlachrote Buchstabe) verarbeitete.

#### Public Stores und Scale House
Das dreistöckige Lagerhaus diente der temporären Aufbewahrung beschlagnahmter Güter, die bis zur Zahlung der Zollgebühren hier aufzubewahren waren. Die Ausstellung umfasst Beispiele der importierten Güter und ein 1886 gebautes Whitehall-Ruderboot, welches den Zollinspektoren dazu diente, den Booten entgegenzufahren, wenn diese den Hafen von Salem erreichten.
Das Scale House diente nicht dem Wiegen der Güter, sondern der Aufnahme der Waagen und sonstiger Werkzeuge, die der Bestimmung des Wertes angelandeter Güter dienten.

#### Hawkes House
Der Bau des Hauses wurde durch Elias Hasket Derby und seine Frau Elizabeth bei dem Architekten Samuel McIntire 1780 in Auftrag gegeben. das im Federal Style errichtete Gebäude wurde zunächst nicht vollendet, erst nach dem im Jahr 1801 erfolgten Verkauf an Benjamin Hawkes – den Besitzer einer Werft nahe der Deby Wharf – wurde das Gebäude vollendet. Das dreigeschossige Gebäude besitzt einen schön gearbeiteten Eingangsbereich und große Fenster, die die darin gelegenen Räume mit Licht füllen.
Heute sind die Büros der Administration der National Historic Site hier untergebracht; ein Besichtigung des Gebäudes ist nicht möglich.

#### Derby House und Derby House Gardens
Das erste Ziegelgebäude in Salem wurde 1762 als Geschenk des Elias Hasket Derby an seine Braut Elizabeth Crowninschield anlässlich der Hochzeit errichtet. Es diente dieser wohlhabenden Familie für die nächsten zwanzig Jahre als Heimstatt, 1796 wurde es an Henry Prince verkauft. Dessen Familie bewohnte das Haus bis zum Jahre 1827, bevor es nach einer Vielzahl von Eigentümerwechseln Anfang des 20. Jahrhunderts durch die Society for the Preservation of New England Antiques (SPNEA) – heute Historic New England – erworben wurde.
Bereits 1937 übereignete diese Organisation, welche das Gebäude wieder in den Zustand des 18. Jahrhunderts zurück versetzt hatte, die von ihr verwalteten Grundstücke an den National Park Service.
Derby House – dessen Bau parallel zur Anlage von Derby Wharf erfolgte – befand sich inmitten einer Vielzahl von Lagerhäusern, Schuppen und Stapelflächen, so dass es keinen Garten gab. Da die Nebengebäude nicht erhalten sind, erfolgte im Jahr 1990 die Anlage eines zeitgenössischen Gartens unter der Aufsicht von Suzanne Gentiluomo, einer Expertin für die Anlage historischer Gartenanlagen.
Das Gebäude kann nur im Rahmen von Führungen besucht werden.

#### Narbonne-Hale House
Das um einen gemauerten Kamin errichtete zweistöckige Holzgebäude wurde im Jahr 1675 im Auftrag des Fleischers Thomas Ives als typischer Bau einer neuenglischen Mittelstandsfamilie errichtet. Im ursprünglichen Zustand besaß das Gebäude je Stockwerk nur einen Raum, spätere Anbauten brachten eine Küche und eine Diele.
Der Name des Hauses stammt von Sarah Narbonne, deren Großvater Jonathan Andrews das Gebäude 1780 käuflich erworben hatte. Die Namensgeberin wurde im Haus geboren und lebte während ihres ganzen Lebens hier, sie starb 1895 im Alter von 101 Jahren. Ihre Tochter Mary vererbte das Gebäude 1905 an ihren Neffen Frank Hale, welcher es 1963 an den National Park Service verkaufte.
Das im Rahmen von Führungen zugängliche Gebäude dient hauptsächlich der Darstellung der Architekturgeschichte und der Verdeutlichung der Baugeschichte; dargestellt werden auch die Nutzung als Werkstatt eines Gerbers und eines Seilmachers.

#### West India Goods Store
Das 1804 errichtete Gebäude diente zunächst als Lagerhaus für Güter, die die Schiffe von Henry Price aus dem Ostasienhandel bezogen, wie Pfeffer, Kaffee, Büffelhäute und Schildkrötenpanzer. Erst 1836 erfolgte der Umbau zum Ladengeschäft für Kolonialwaren. Das Haus wurde mehrfach rekonstruiert, auch wechselte sein Standort zweimal, bevor es 1928 durch die Society for the Preservation of New England Antiques erworben wurde. Diese verkaufte es 1937 an den National Park Service.
Das West India Goods Store kann täglich besichtigt werden.

#### St. Joseph Hall
Die St. Joseph Hall wurde 1909 als dreistöckiger Ziegelbau durch die St. Joseph Society beauftragt. Diese 1897 als Bruderschaft zur Unterstützung ihrer Mitglieder im Fall von Krankheit oder finanzieller Schwierigkeiten sowie als Sterbekasse gegründete Organisation war Träger der Kultur der polnischen Immigranten, welche seit dem späten 19. Jahrhundert verstärkt in das Gebiet Neuenglands einwanderten, um Arbeit in den zahlreichen Textilfabriken zu suchen.
Das Gebäude besitzt im Erdgeschoss Ladengeschäfte und Werkstätten, welche vermietet wurden; im ersten Obergeschoss befand sich ein großer Saal, welcher für öffentliche und private Veranstaltungen der polnischen Gemeinschaft genutzt wurde. Das zweite Obergeschoss verfügte über mehrere Apartments, die als temporäre Wohnmöglichkeit für Neuankömmlinge dienen konnten.
Die zunehmende Assimilation und die Abwanderung führten dazu, dass die Bedeutung von Organisationen wie der St. Joseph Society zunehmend schwand, das Gebäude wurde 1988 an den National Park Service verkauft.
Dieser nutzt es heute für Büros und Werkstätten, doch auch das Bildungszentrum der Salem Maritime National Historic Site wurde hier untergebracht. Die Fassade des Gebäudes wurde in den Originalzustand versetzt, die Schaufenster im Erdgeschoss bieten eine Ausstellung zur Geschichte der polnischen Immigranten in Salem.

### Friendship of Salem

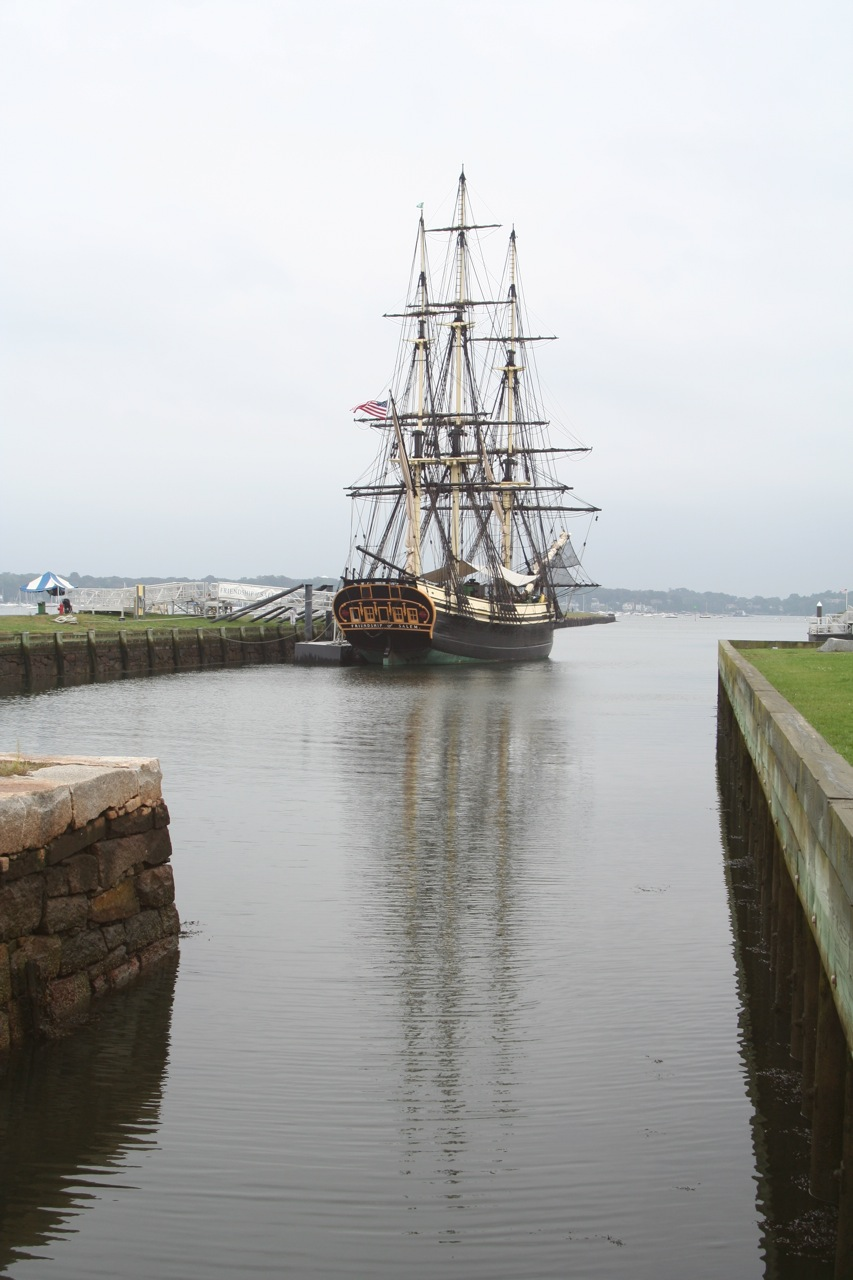
Friendship of Salem an der Derby Wharf

Nach der Revolution wurde ein spezieller Schiffstyp entwickelt, welcher für den Handel Neuenglands eine herausragende Bedeutung erlangen sollte. Ein solches, mit drei Masten ausgestattetes Schiff vom Typ East Indiaman war die 1796 in der Werft von Enos Briggs in Salem auf Kiel gelegte und im Folgejahr den Kaufleuten Jerathmiel Peirce und Aaron Waite übergebene Friendship.
Die folgenden Jahre war das Schiff hauptsächlich im Verkehr mit Süd- und Südostasien eingesetzt, allerdings wurden auch die Karibik und Europa angesteuert. Auf der Rückfahrt von Archangelsk wurde die Friendship am 5. September 1812 von der HMS Rosamond aufgebracht. Dem Kapitän des amerikanischen Schiffs, Edward Stanley, war der Ausbruch des Krieges von 1812 nicht gewahr. Das Boot wurde am 17. März 1813 während einer öffentlichen Auktion versteigert.
Die heute gezeigte Replik wurde von 1996 bis 1998 auf den Scarano Shipyards in Albany im US-Bundesstaat New York, gebaut. Weitere Arbeiten wurden auf der Salem Maritime National Historic Site, dem Naval Historical Center Detachment in Boston und Dion's Yacht Yard in Salem ausgeführt, wobei als Grundlage der Konstruktion ein im Peabody Essex Museum Salem befindliches Modell und mehrere Gemälde dienten.
Das Schiff ist vom Klüvermast bis Besanbaum 171 Feet (52,12 Meter) lang, der Rumpf ist 116 Feet (35,36 Meter) lang und 27 Feet (8,23 Meter) breit.
Der Tiefgang beträgt 11'3" (3,43 Meter), die Höhe des Hauptmasts über dem Kiel 120 Feet (36,58 Meter). Die Gesamtsegelfläche des mit zwei Decks ausgestatteten Schiffs beträgt 9.409 Quadratfuß (874,1 Quadratmeter).
Der Nachbau des Schiffes wurde dem frühe 19. Jahrhundert entsprechend eingerichtet, es ist durch Besucher begehbar und segelt als Botschafter der Salem Maritime National Historic Site beziehungsweise der Essex National Heritage Area.

### Salem Armory / Visitor Center
Das Visitor Center der Salem Maritime National Historic Site befindet sich in der Innenstadt von Salem in der ursprünglichen Salem Armory. Diese war Teil des Hauptquartier des Second Corps of Cadets (Zweites Kadettenkorps), dessen Geschichte bis ins späte 18. Jahrhundert zurückverfolgt werden kann. Die neogotischen Gebäude wurden während eines Feuers im Jahr 1982 fast vollständig vernichtet, der heutige Armory Park – ebenfalls Teil des Komplexes wurde nicht wieder aufgebaute, der National Park Service erhielt 1994 hier sein neues Besucherzentrum.
Dieses bietet neben Informationen zur Historic Site auch Unterlagen zur Essex National Heritage Area und anderen Sehenswürdigkeiten im Essex County. Der Komplex beinhaltet auch eine Buchladen.

## Siehe auch

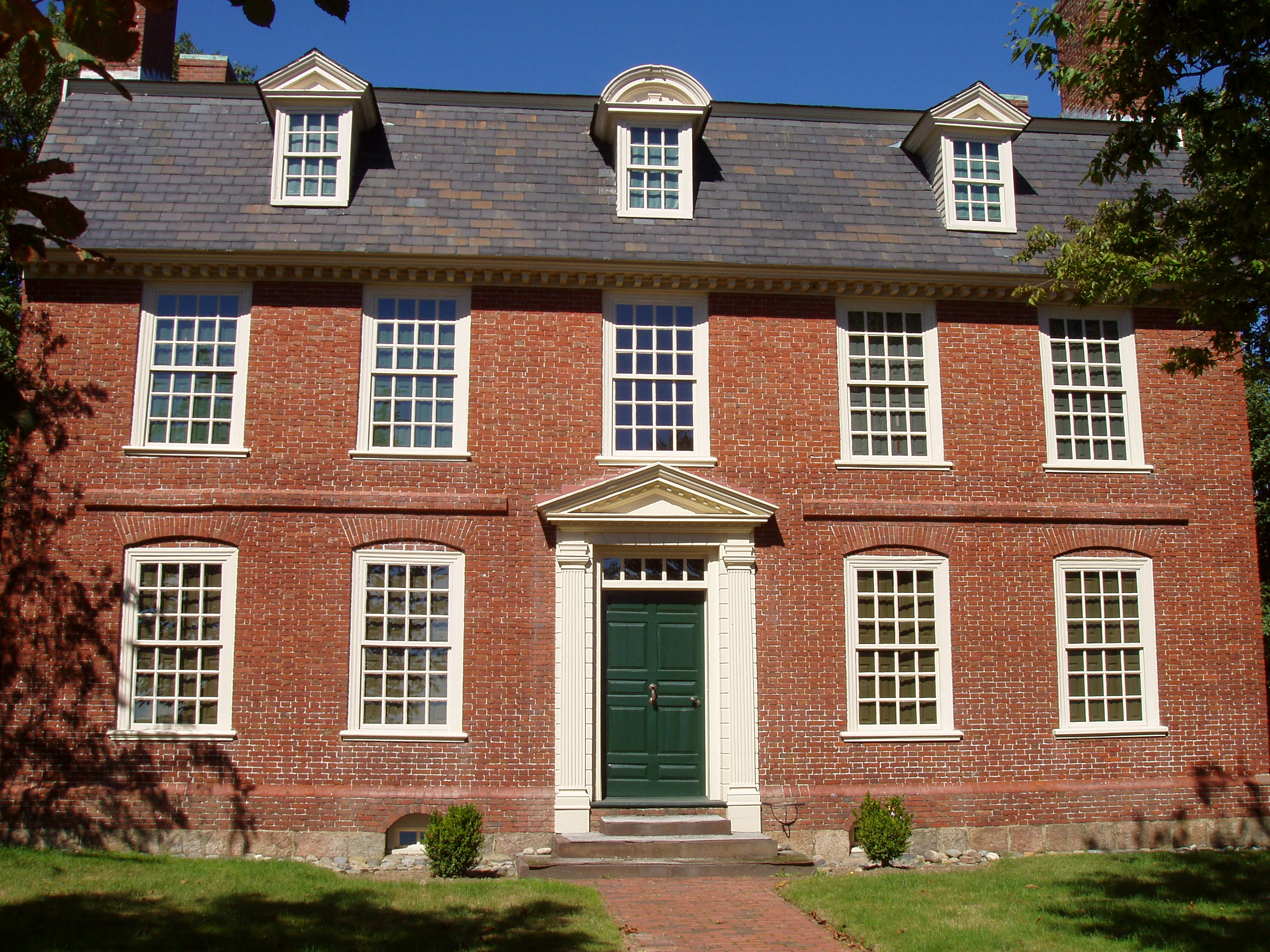
Derby House
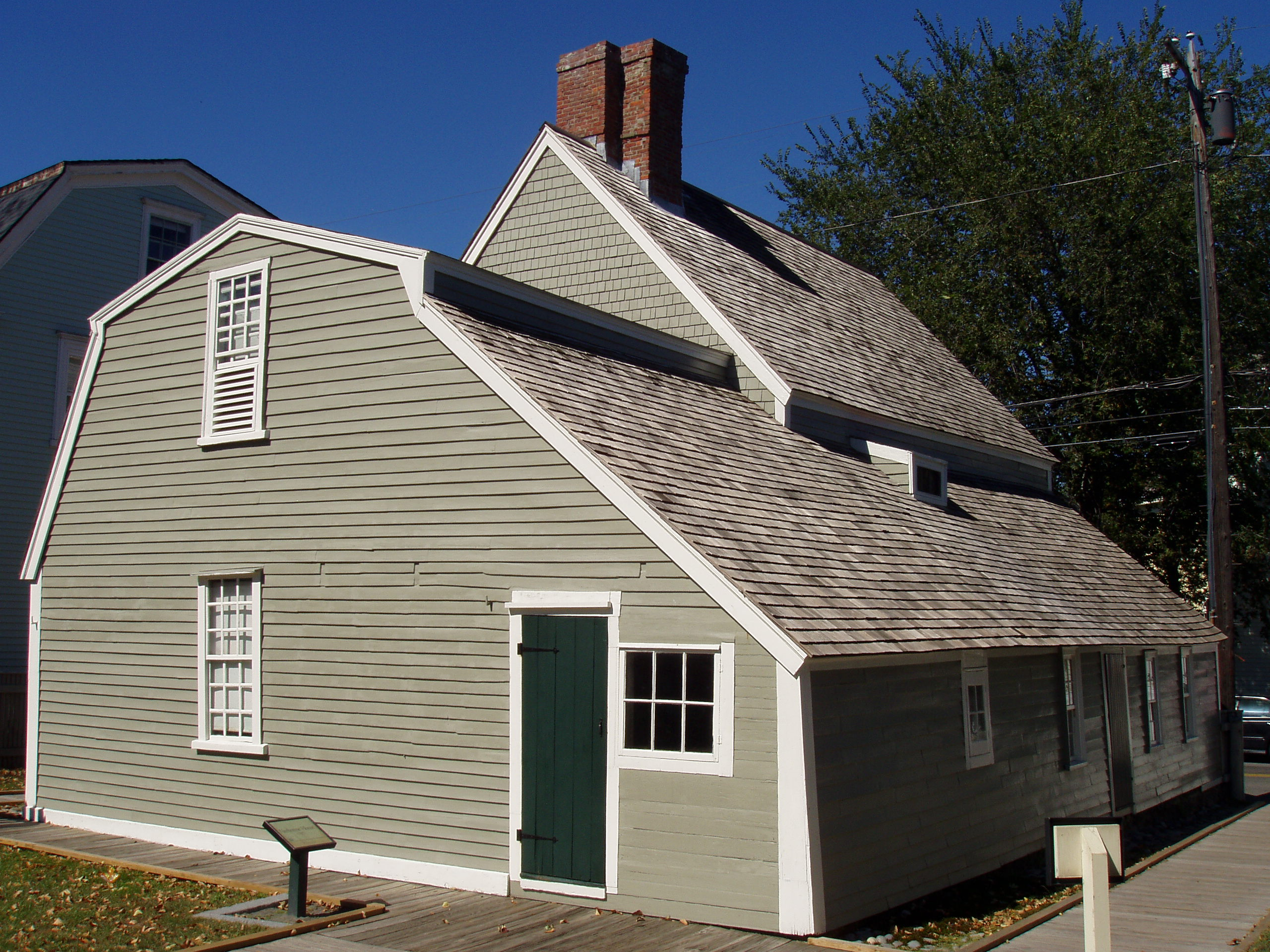
Narbonne House
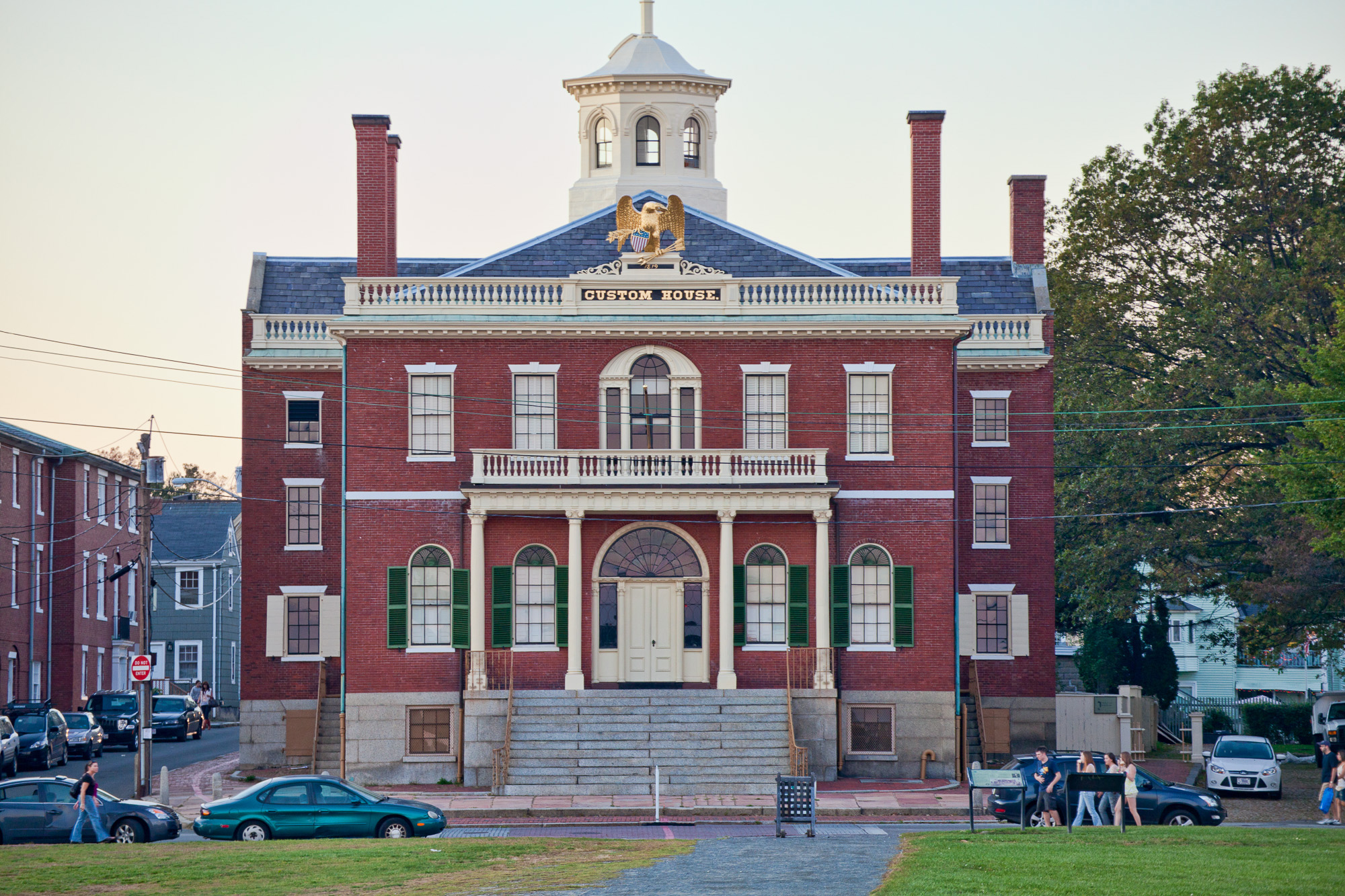
Custom House
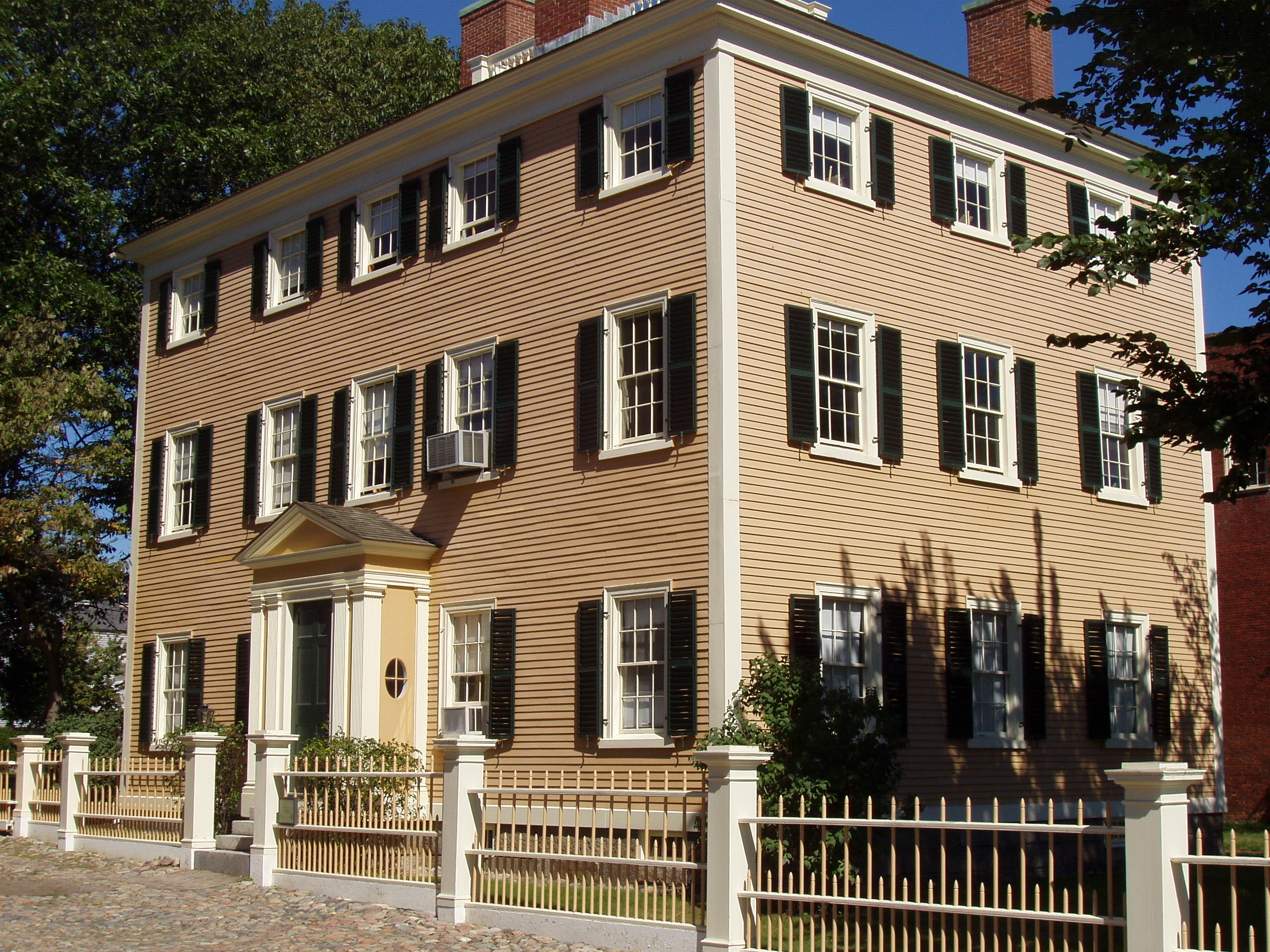
Hawkes House
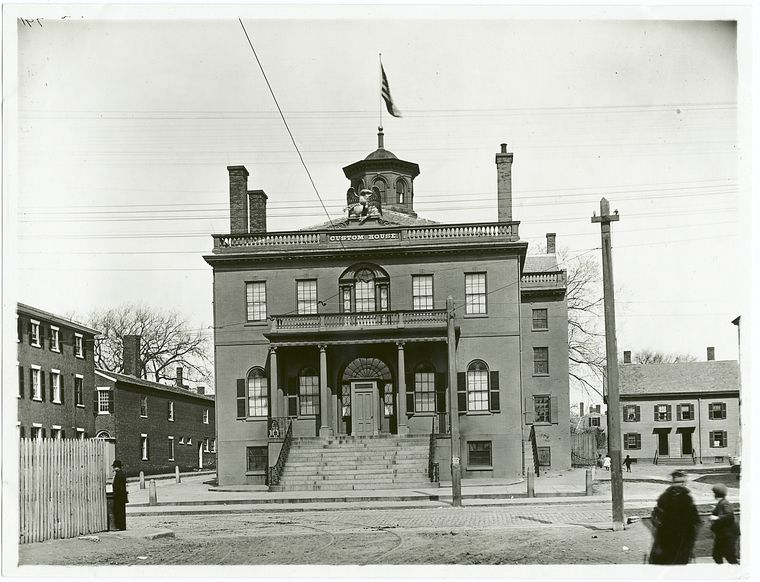
Custom House, ca. 1880
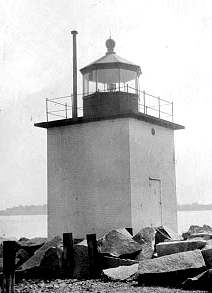
Derby Wharf Light
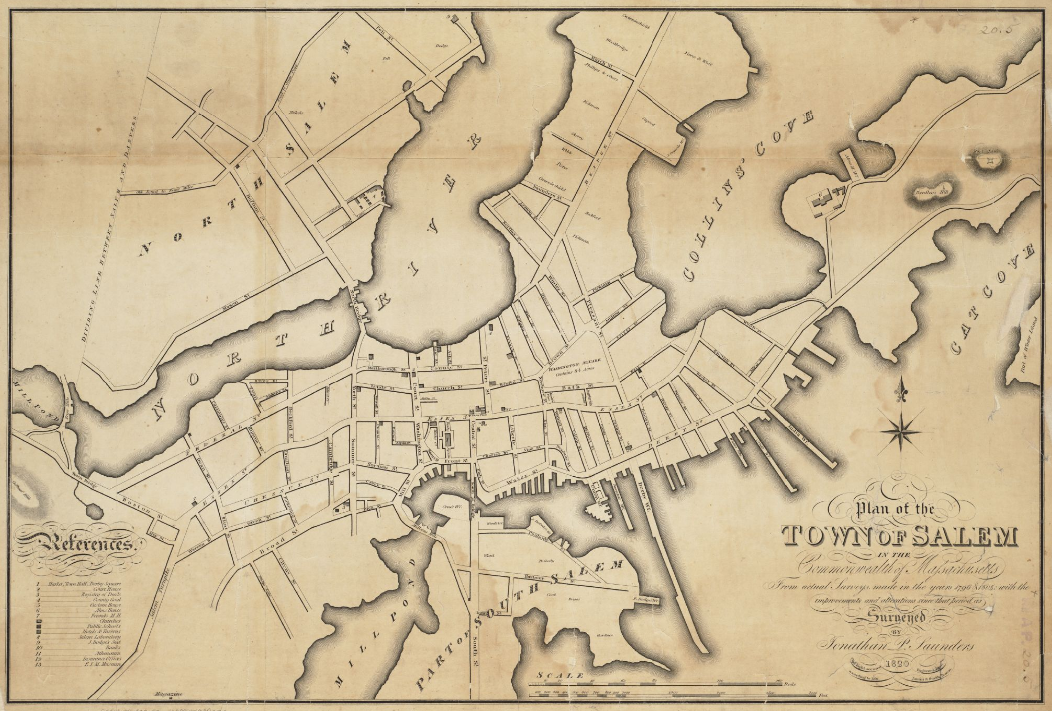
Salem – 1820